# Centro cultural Museo San Francisco
El Centro Cultural Museo San Francisco es una institución cultural ubicada en la ciudad de La Paz, Bolivia, en edificaciones de la Basílica Menor de San Francisco y el Convento de Nuestra Señora de los Ángeles, conocido popularmente como Convento San Francisco de esta ciudad.
El museo nació inicialmente con el objetivo de preservar y conservar diferentes reliquias y objetos relacionados con hechos y momentos históricos de la ciudad de La Paz debido a que la historia del convento y de la basílica así como los diferentes bienes culturales eclesiásticos que se albergan en el museo, se encuentran estrechamente relacionados con la historia de esta ciudad.

## Historia
El antiguo convento franciscano fue fundado un año luego de la fundación de la ciudad de La Paz en el año de 1549 por los frailes Francisco Morales y Francisco de Alcocer en advocación a Nuestra Señora de los Ángeles.
Edificado entre en 1549 y 1581, la construcción original sufrió un desplome entre 1608 y 1612. Los franciscanos construyeron inicialmente un templo de adobe y paja en 1548, para posteriormente edificar el complejo que actualmente conforma el Museo. La edificación a la rivera del Río Choqueyapu dio origen al llamado barrio de indios que se encontraba dividido por el río de la plaza del cabildo y el área ocupada por los colonizadores.
La construcción de la actual Basílica de San Francisco se realizó entre 1743 y 1744, concluyéndose por completo en 1753 con el cierre y techado de la cúpula del crucero.
Entre 1965 y 2005, se realizaron diferentes restauraciones a la edificación, habilitándose parte del convento como museo, algunos autores remontan la inauguración del museo hasta octubre de 1948.
Desde la década de 1970, el convento estuvo abandonado debido a la falta de mantenimiento y al deterioro progresivo que lo hicieron inhabitable. En 1988 se intervino la portada de la basílica, tallada en piedra, del siglo XVIII y se realizaron también diferentes trabajos al interior del templo.
En 1987 se obtuvo financiamiento para la elaboración de un proyecto la recuperación el conjunto arquitectónico, a través de la creación de un centro privado de restauración y el Museo de Arte Sacro que no llegó a concretarse. Finalmente, en 1992,a iniciativa de la orden franciscana se iniciaron nuevamente los trabajos de restauración del convento de San Francisco con la idea de convertirlo en un centro cultural y museo. Debido a que la edificación para entonces ya había sido declarada como "Monumento Nacional", fue necesaria la autorización del Viceministerio de Cultura de Bolivia para realizar el proyecto.
Los trabajos se desarrollaron por fases entre 1993 y junio del 2005, logrando recuperar entre otros los espacios del convento y el claustro antiguo en sus dos niveles, como salas de exhibición del actual museo, también se habilitó  el Claustro Mayor, en planta baja y el Coro de la basílica, entre otros ambientes del conjunto arquitectónico.

## Ambientes del Museo

### Basílica

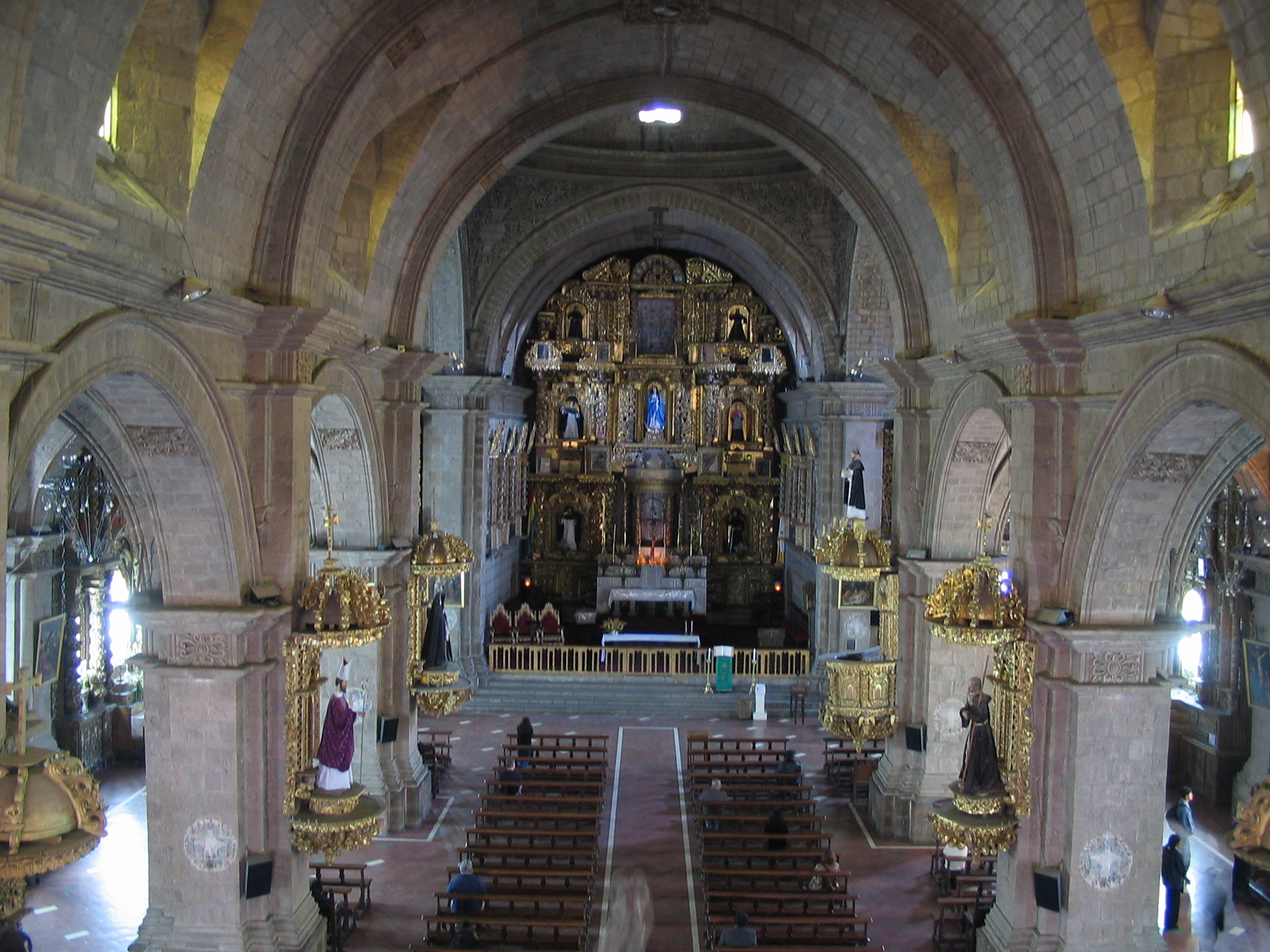
Interior de la Basílica de San Francisco

Muchos de los ambientes de la Basílica de San Francisco formaron parte del Convento de Nuestra Señora de La Paz de la Orden Francisca Paz y forman parte del actual recorrido museográfico del Centro Cultural Museo San Francisco.
Entre 1549 y 1607 el Convento de Nuestra Señora de La Paz perteneció a la provincia de los XII Apóstoles del Perú, pasando luego a la provincia de San Antonio de los Charcas. Durante el siglo XVIII, el conjunto arquitectónico fue remodelado por completo; comenzando en 1743 las fundaciones de la actual iglesia, gracias a Don Diego Baena y Antípara, quien asume los gastos de la obra.
La cúpula principal se concluyó en 1753 y el resto de las bóvedas en 1772. La iglesia fue consagrada el 23 de abril de 1784 con las insignias de cardenal y el escudo de la Orden de San Francisco en el frontón de la portada, gracias a las gestioines del Obispo Gregorio Campos.
La basílica tiene tres naves con cúpula de media naranja en el crucero; la nave central se cubre con la bóveda principal de cañón reforzada por arcos fajones y cúpulas elípticas cubren las naves laterales.
La Basílica está construida de piedra labrada y en su interior se mantienen todavía el púlpito y retablos del siglo XVIII, frontal y sagrario de plata, los cuadros del presbiterio con alegorías sobre la Virgen y la Orden Franciscana realizados por Leonardo Flores.
La fachada está constituida en su totalidad de piedra, tiene una portada de tres cuerpos y dos calles labrada en su totalidad con motivos del barroco mestizo, el remate de la misma está siendo ocupado por un escudo barroco mestizo de la orden Franciscana, en los laterales existen dos pequeñas portadas que constituyen las salidas de las naves. 
En la cripta de la Basílica se encuentra la tumba de Don Diego Baena y Antípara, y las urnas que contienen los restos de los Protomártires de la Revolución boliviana, que lucharon para liberar la ciudad a partir del 16 de julio de 1809, como ser Pedro Domingo Murillo, Juan Bautista Sagárnaga, y Juan Basilio Catacora.

### Claustro Antiguo

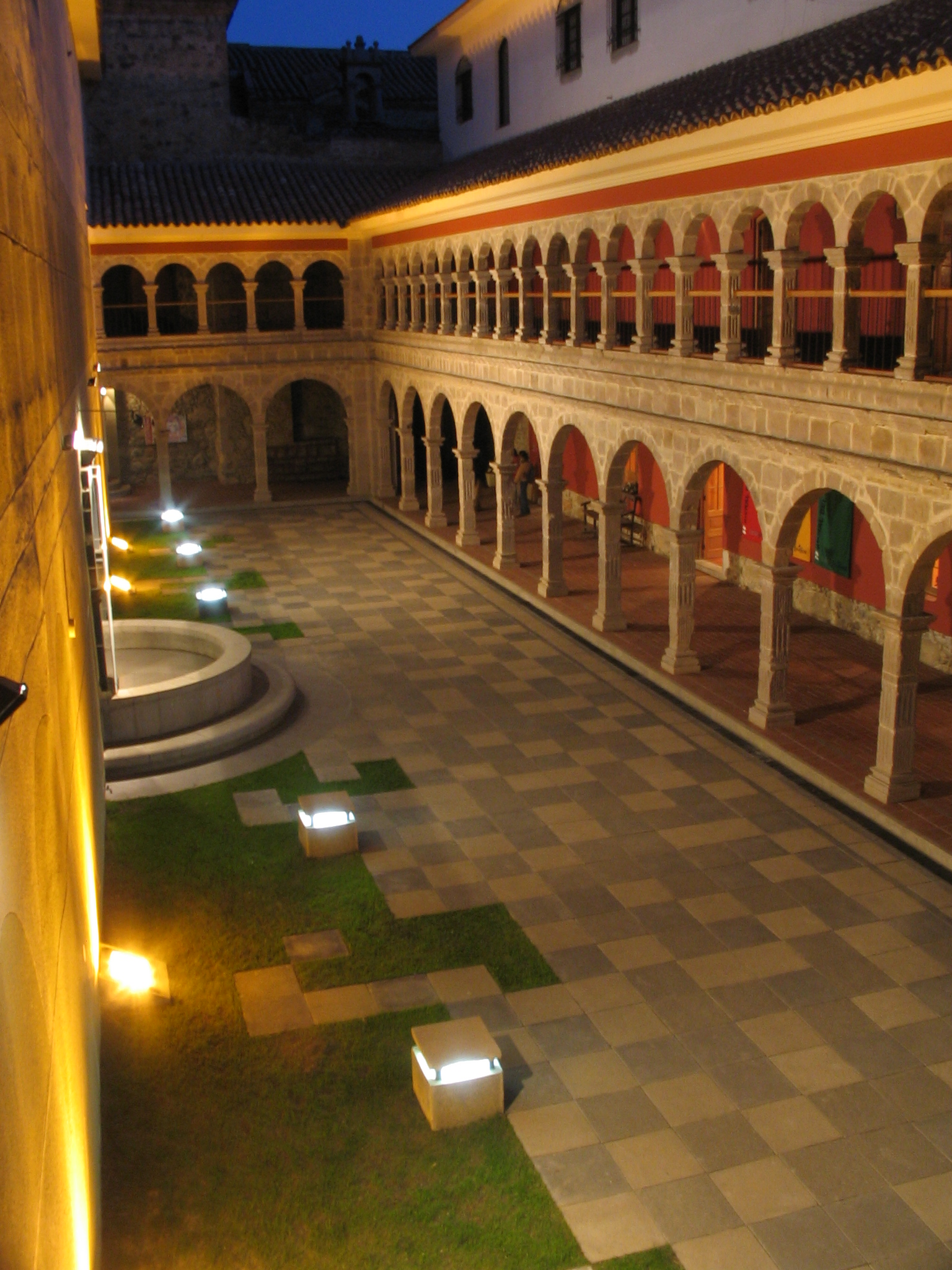
Vista Claustro Antiguo del Convento de San Francisco

La construcción del Claustro Antiguo del Convento de San Francisco se remonta a los años 1765 a 1739, presentaba un patio cuadrangular central, rodeado por cuatro galerías de arquería, cada una compuesta de trece arcos grandes en planta baja y arcos pequeños en el segundo piso, todos de piedra tallada.
La restauración del Claustro Antiguo se realizó desmontando y limpiando todas las piezas de piedra, consolidando de la estructura, rearmando luego la arquería; se rescataron los techos, recuperando los tijerales de rollizos de eucalipto y el entramado de cañahueca (bambú), el acabado final de los techos es teja artesanal y su unión está hecha con argamasa de cal arena.
Debido a las celebraciones del IV Centenario de la fundación de la ciudad, en 1948 se demolieron tres cuartas partes del edificio permitir la apertura de la Avenida Mariscal Santa Cruz. En la actualidad, el espacio restante ha sido restaurado y constituye parte importante del recorrido del Museo, ubicándose en sus antiguos ambientes las salas de exhibición.

### Claustro Mayor

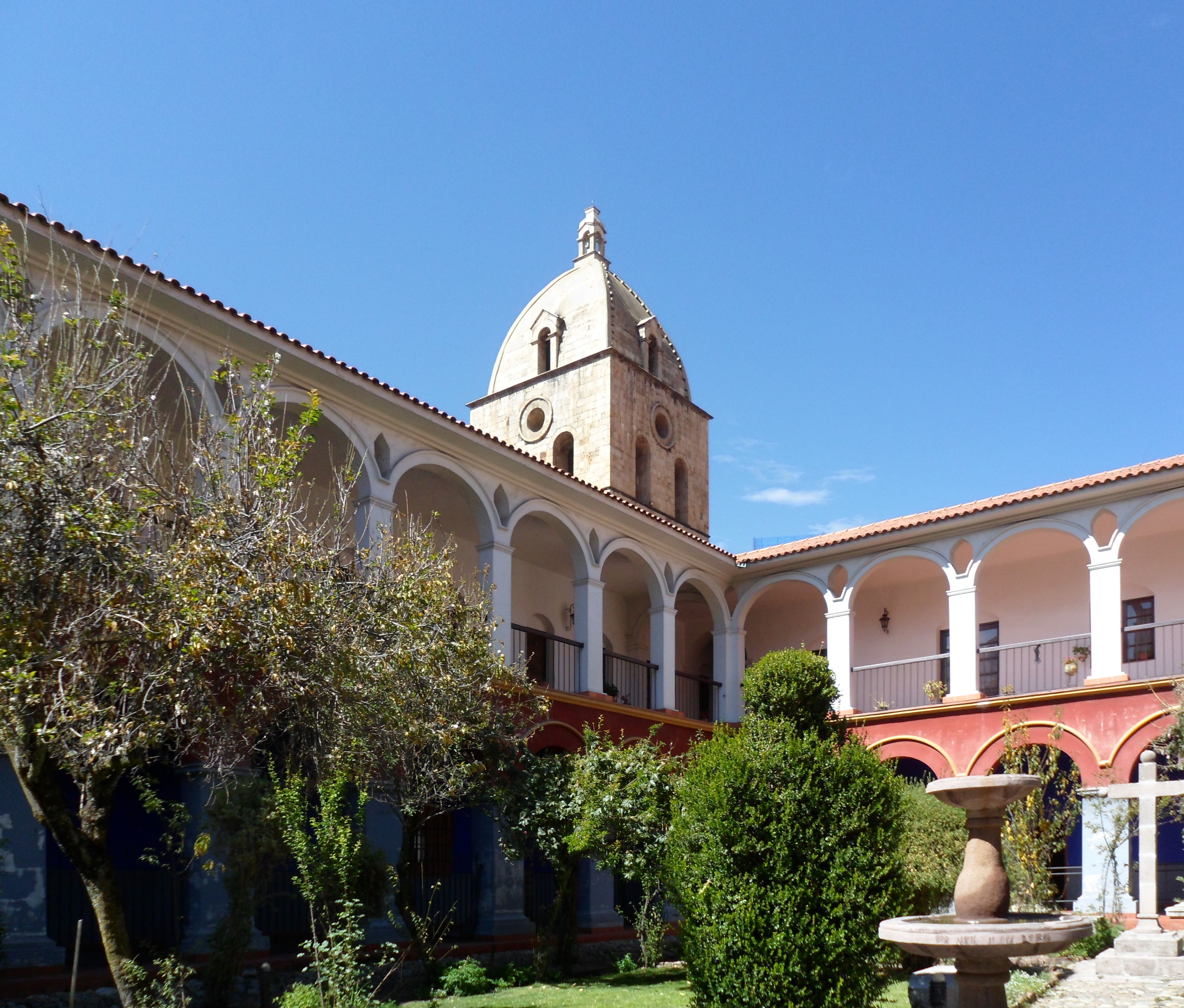
Claustro Mayor del Convento

El Claustro Mayor fue edificado entre 1894 y 1897, consta de un patio trapezoidal, rodeado por arquerías de ladrillo en sus dos plantas.
Se cree que el primer convento, entre 1549 y 1612 estuvo ubicado en esta plataforma elevada sobre la rivera del Río Choqueyapu; en la actual galería sur su puede observar el piso empedrado y en la sala Misión Franciscana una habitación con el piso de ladrillo. El actual recorrido museográfico permite apreciar las excavaciones de 14 bases de columnas de ladrillo y fuste circular, que por su disposición y luces entre las mismas demuestran que el claustro originalmente tenía dimensiones menores alas que pueden apreciarse en la actualidad.
Los pilares que actualmente conforman las arquerías del Claustro Mayor fueron construidos reutilizando los ladrillos circulares de las columnas del primer convento.
El patio de este Claustro se conoce como La Huerta, contrasta con el conjunto arquitectónico de piedra que se aprecia desde el exterior.

### Coro
El Coro se encuentra ubicado en el segundo nivel de la Basílica, sobre los pies de las naves, es de forma rectangular y se abre hacia el altar. El acceso al Coro se realiza desde el Convento.
El recorrido museográfico permite apreciar sillería de madera de cedro y un órgnao en el espacio central del Coro, donde se realizaban las oraciones diarias y se practicaba el canto litúrgico.
La exhibición del Museo permite también apreciar los libros cantorales, las custodias, cálices copones, resplandores y prendedores, así como un conjunto de vestimentas litúrgicas.

## Galería de imágenes

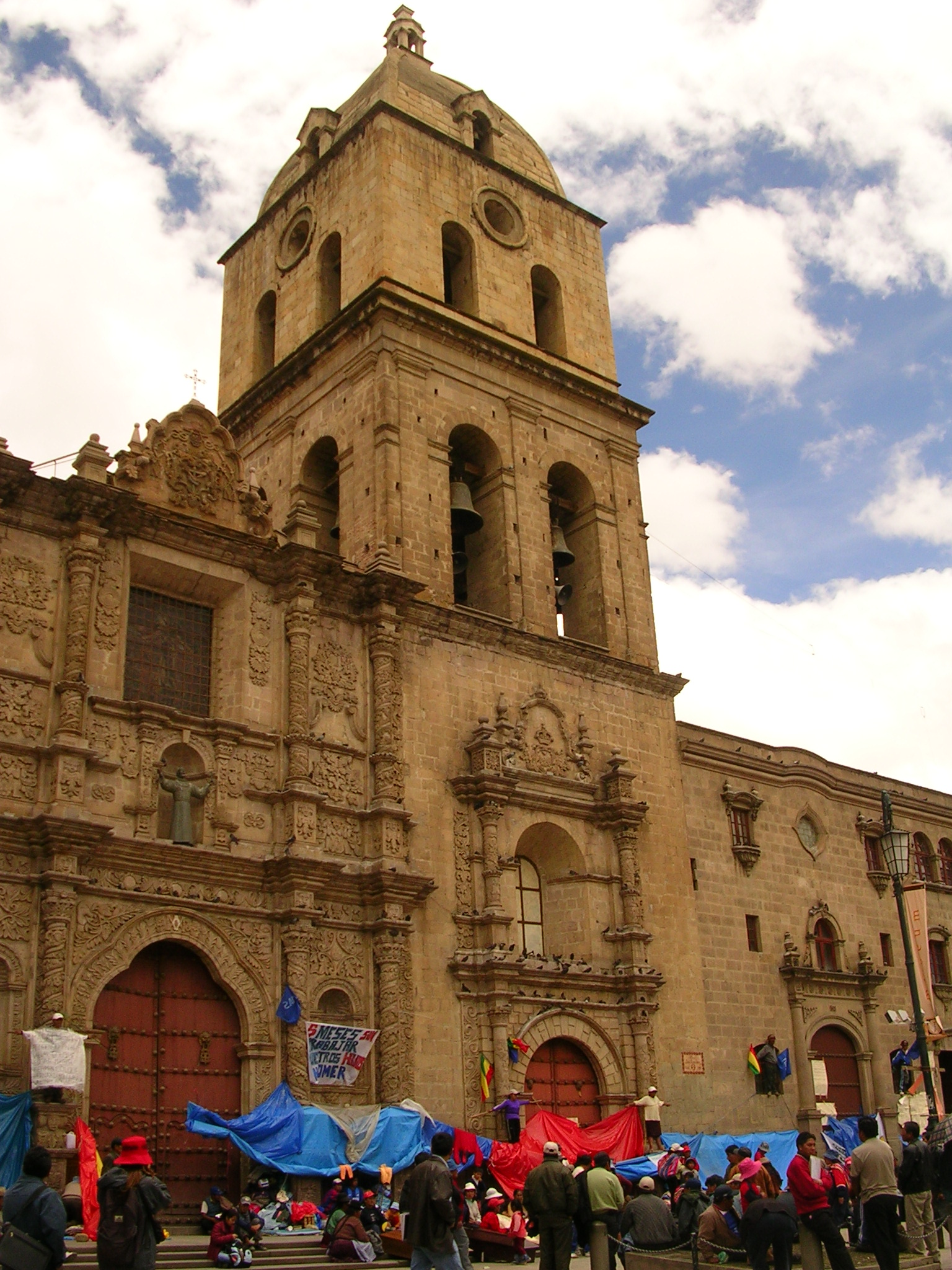
Vista exterior de la Basílica
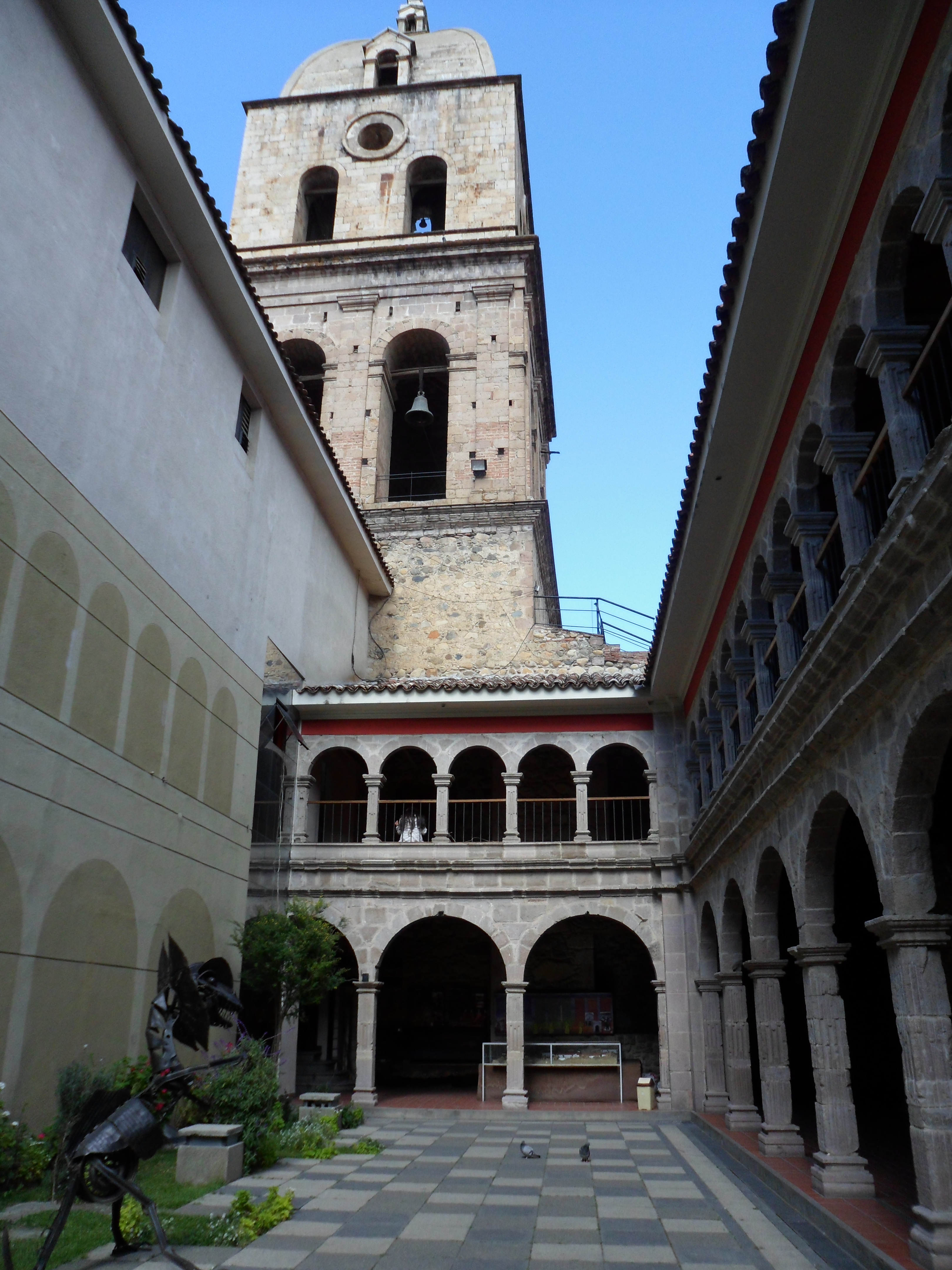
Claustro Antiguo del Convento y Campanario de la Basílica
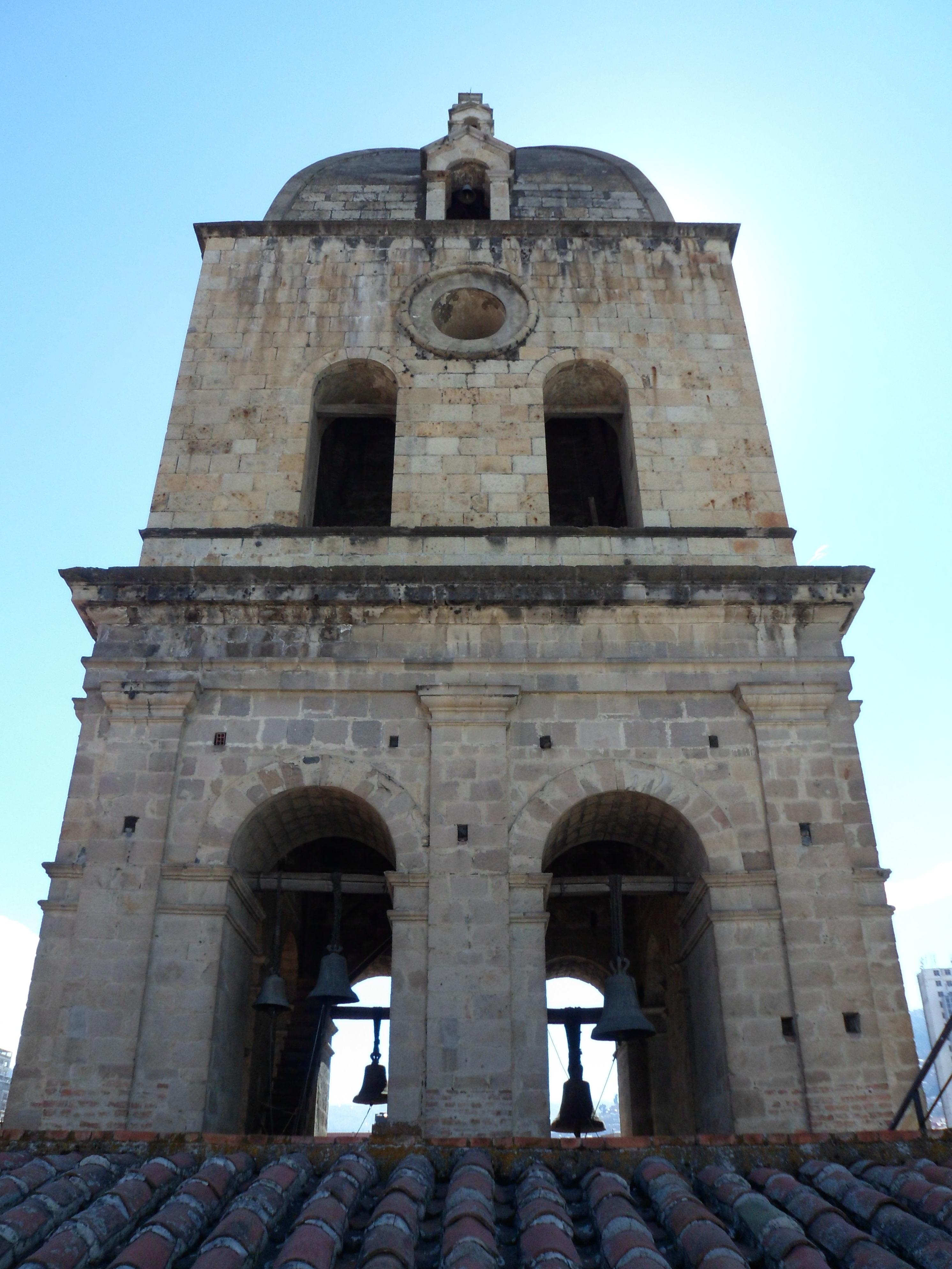
Campanario de la Basílica
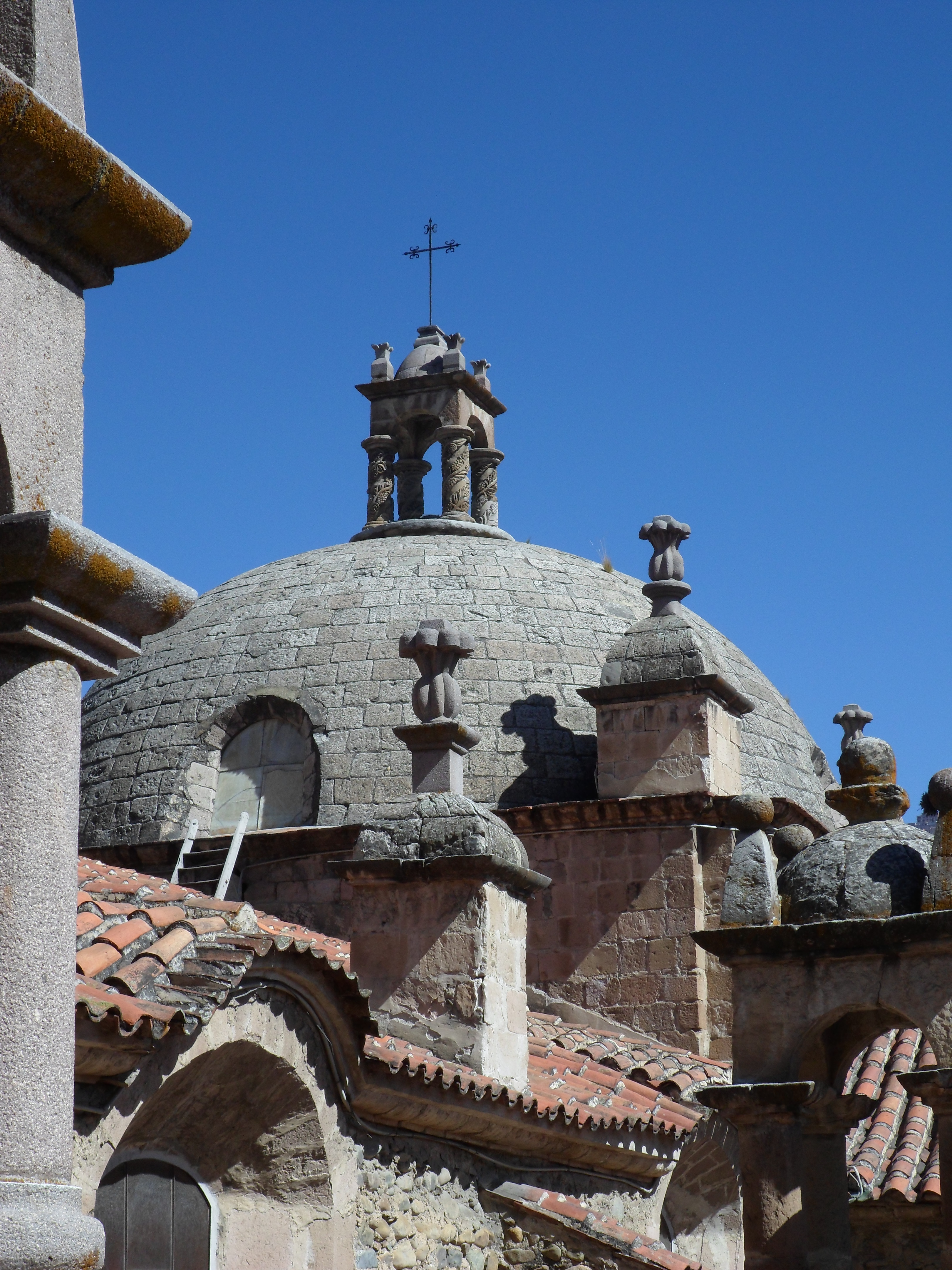
Cúpula de la nave central de la Basílica